# Louis Wipf
Louis Victor Wipf (* 4. August 1910 in Marseille, Frankreich; † 19. Mai 1998 in Goussonville) war ein französischer Produktionsleiter und Filmproduzent, der an der Herstellung mehrerer Leinwandklassiker beteiligt gewesen war.

## Leben und Wirken
Louis Wipf kam in den 1930er Jahren zum Film und durchlief dort mehrere Stationen, ehe er unmittelbar vor Ausbruch des Zweiten Weltkriegs bei dem Hafen- und Seeleutedrama Schleppkähne als Produktionsleiter verpflichtet wurde. Die deutsche Besatzungszeit verhinderte größere Aktivitäten Wipfs, erst nach 1945 konnte er regelmäßig als Produktionsleiter und, seltener, auch als Filmproduzent arbeiten. In den kommenden vier Jahrzehnten betreute Wipf in diesen Bereichen zahlreiche Spitzenproduktionen seines Landes, darunter Klassiker wie Teufel im Leib, Lohn der Angst, Der Fall Maurizius, Rot und Schwarz, Babette zieht in den Krieg, Die Wahrheit und die All-Star-Produktionen Brennt Paris? und Die Nacht der Generale. Zu „seinen“ Stars zählte nahezu die gesamte Starriege des französischen Unterhaltungskinos, darunter Gérard Philipe, Michèle Morgan, Yves Montand, Jean Gabin, Anthony Perkins, Ingrid Bergman, Brigitte Bardot und Romy Schneider. Kurz vor Vollendung seines 80. Geburtstages zog sich Louis Wipf ins Privatleben zurück.

## Filmografie
- 1939/41: Schleppkähne (Remorques)
- 1942: Wetterleuchten (Lumière d‘été)
- 1944: Ruf der Berge (Premier de cordée)
- 1945: Boule de suif
- 1946: Und es ward Licht (La symphonie pastorale)
- 1947: Stürmische Jugend / Der Teufel im Leib (Le diable au corps)
- 1947: Unter falschem Verdacht (Quai des Orfèvres)
- 1948: Manon
- 1949: Occupe-toi d'Amélie!
- 1950: Ballerina
- 1950: Gott braucht Menschen (Dieu a besoin des hommes)
- 1951: Blaubart (Barbe bleue)
- 1952: Nez de cuir
- 1953: Lohn der Angst (Le salaire de peur)
- 1953: Die Hochmütigen (Les orgueilleux)
- 1954: Rot und Schwarz (Le Rouge et le noir)
- 1954: Der Fall Maurizius (L‘affaire Maurizius)
- 1954: French Can Can
- 1955: Wie verlorene Hunde (Chiens perdus sans collier)
- 1955: Frauen, die dem Satan dienen (L'affaire des poisons)
- 1956: Weiße Margeriten (Elena et les hommes)
- 1956: Der Kurier des Zaren (Michel Strogoff)
- 1957: Hinter blinden Schreiben (Méfiez-vous, fillettes!)
- 1958: Ein Frauenleben (Une vie)
- 1959: Die sich selbst betrügen (Les tricheurs)
- 1959: Babette zieht in den Krieg (Babette s’en va-t-en guerre)
- 1960: Die Wahrheit (La Vérité)
- 1961: In Freiheit dressiert (La Bride sur le Cou)
- 1961: Marco Polo
- 1962: Die dritte Dimension (Le couteau dans la plaie)
- 1963: Deine Zeit ist um (Behold a Pale Horse)
- 1964: Der Tag danach (Up From the Beach)
- 1965: Brennt Paris? (Paris brûle-t-il?)
- 1966: Die Nacht der Generale (The Night of the Generals)
- 1968: Ein Sommer in Frankreich (La promesse)
- 1969: Die Straße nach Salina (La route de Salina)
- 1971: Das Pariser Appartement (A Time for Loving)
- 1973: Le grabuge
- 1975: Gefährlich lebt sich's besser (Il faut vivre dangereusement)
- 1977: Verwöhnte Kinder (Des enfants gâtés)
- 1978: Lautlose Angst (L'état sauvage)
- 1979: Augenblicke der Zärtlichkeit (Moments de la vie d'une femme)
- 1979: Death Watch – Der gekaufte Tod (La mort en direct)
- 1981: Der Saustall (Coup de torchon)
- 1985: Gezeichnet: Charlotte ( Signé Charlotte)
- 1985: Tangos (Tangos, el exilio de Gardel)
- 1987: Ein turbulentes Wochenende (Les saisons du plaisir)
- 1989: Champagner der Liebe (Baptême)